# 530-й миномётный полк
530-й миномётный Свирский ордена Александра Невского полк - воинская часть Вооружённых сил СССР в Великой Отечественной войне.

## История
Сформирован в конце 1942 года, как 530-й армейский миномётный полк
В составе действующей армии с 05.01.1943 года по 23.09.1944 и с 15.12.1944 по 11.05.1945 года.
С момента поступления в действующую армию находился в полосе обороны 7-й армии на рубеже реки Свирь, с июня 1944 года принимает участие в Свирско-Петрозаводской операции, а затем отведён в резерв.
Вошёл в состав 37-й миномётной бригады.
- О дальнейшем боевом пути полка смотри статью 37-я миномётная бригада

## Подчинение
| Дата            | Фронт (округ)            | Армия               | Корпус                             | Дивизия                            | Бригада                 | Примечания |
| --------------- | ------------------------ | ------------------- | ---------------------------------- | ---------------------------------- | ----------------------- | ---------- |
| 01.02.1943 года | -                        | 7-я отдельная армия | -                                  | -                                  | -                       | -          |
| 01.03.1943 года | -                        | 7-я отдельная армия | -                                  | -                                  | -                       | -          |
| 01.04.1943 года | -                        | 7-я отдельная армия | -                                  | -                                  | -                       | -          |
| 01.05.1943 года | -                        | 7-я отдельная армия | -                                  | -                                  | -                       | -          |
| 01.06.1943 года | -                        | 7-я отдельная армия | -                                  | -                                  | -                       | -          |
| 01.07.1943 года | -                        | 7-я отдельная армия | -                                  | -                                  | -                       | -          |
| 01.08.1943 года | -                        | 7-я отдельная армия | -                                  | -                                  | -                       | -          |
| 01.09.1943 года | -                        | 7-я отдельная армия | -                                  | -                                  | -                       | -          |
| 01.10.1943 года | -                        | 7-я отдельная армия | -                                  | -                                  | -                       | -          |
| 01.11.1943 года | -                        | 7-я отдельная армия | -                                  | -                                  | -                       | -          |
| 01.12.1943 года | -                        | 7-я отдельная армия | -                                  | -                                  | -                       | -          |
| 01.01.1944 года | -                        | 7-я отдельная армия | -                                  | -                                  | -                       | -          |
| 01.02.1944 года | -                        | 7-я отдельная армия | -                                  | -                                  | -                       | -          |
| 01.03.1944 года | Карельский фронт         | 7-я армия           | -                                  | -                                  | -                       | -          |
| 01.04.1944 года | Карельский фронт         | 7-я армия           | -                                  | -                                  | -                       | -          |
| 01.05.1944 года | Карельский фронт         | 7-я армия           | -                                  | -                                  | -                       | -          |
| 01.06.1944 года | Карельский фронт         | 7-я армия           | -                                  | -                                  | -                       | -          |
| 01.07.1944 года | Карельский фронт         | 7-я армия           | -                                  | -                                  | -                       | -          |
| 01.08.1944 года | Карельский фронт         | 7-я армия           | -                                  | -                                  | -                       | -          |
| 01.09.1944 года | Карельский фронт         | 7-я армия           | -                                  | -                                  | -                       | -          |
| 01.10.1944 года | Карельский фронт         | 7-я армия           | -                                  | -                                  | -                       | -          |
| 01.11.1944 года | Московский военный округ | -                   | 10-й артиллерийский корпус прорыва | 4-я артиллерийская дивизия прорыва | 37-я миномётная бригада | -          |
| 01.12.1944 года | Московский военный округ | -                   | 10-й артиллерийский корпус прорыва | 4-я артиллерийская дивизия прорыва | 37-я миномётная бригада | -          |
| 01.01.1945 года | 1-й Украинский фронт     | -                   | 10-й артиллерийский корпус прорыва | 4-я артиллерийская дивизия прорыва | 37-я миномётная бригада | -          |
| 01.02.1945 года | 1-й Украинский фронт     | 52-я армия          | -                                  | 4-я артиллерийская дивизия прорыва | 37-я миномётная бригада | -          |
| 01.03.1945 года | 1-й Украинский фронт     | 52-я армия          | 10-й артиллерийский корпус прорыва | 4-я артиллерийская дивизия прорыва | 37-я миномётная бригада | -          |
| 01.04.1945 года | 1-й Украинский фронт     | -                   | 10-й артиллерийский корпус прорыва | 4-я артиллерийская дивизия прорыва | 37-я миномётная бригада | -          |
| 01.05.1945 года | 1-й Украинский фронт     | -                   | 10-й артиллерийский корпус прорыва | 4-я артиллерийская дивизия прорыва | 37-я миномётная бригада | -          |

## Командиры
июнь 1944г (форсирование р.Свирь) подполковник Шкиндер Никита Васильевич;